# 王之臣 (嘉靖甲辰進士)
王之臣（1510年—？年），字惟忠，直隸徽州府歙縣結林人，民籍，治《詩經》，明朝政治人物。

## 生平
嘉靖十六年（1537年）丁酉科應天府鄉試第六十名舉人。嘉靖二十三年（1544年）中式甲辰科會試第一百六十名，登第二甲第十一名進士。官至户部主事。

## 家族
曾祖王㬇；祖父王福宗；父王尚，母方氏。具庆下。兄王伯壽。